# حسن آباد لائین نو
حسن‌آباد لائین نو  شهری از توابع بخش و مرکز بخش هزارمسجد در شهرستان کلات استان خراسان رضوی ایران است.
این شهر به دلیل تولید مرغوبترین برنج ایران که از نوع برنج دم سیاه می باشد معروف می باشد.
این برنج که در بازار ایران با نام برنج کلات شناخته می شود، عمدتا در شهر حسن آباد لائین نو تولید می شود.
این شهر را با نامهای لاین، لاین نو ، لائین نو ، لائین نیز میشناسند.
1. ↑  پایگاه وزارت کشور (۲۰۲۱-۰۷-۰۶). «وزیر کشور با تبدیل روستای حسن آباد به شهر موافقت کرد». https://moi.ir. پیوند خارجی در |وبگاه= وجود دارد (کمک)[پیوند مرده]